# Der Schmetterlingseffekt

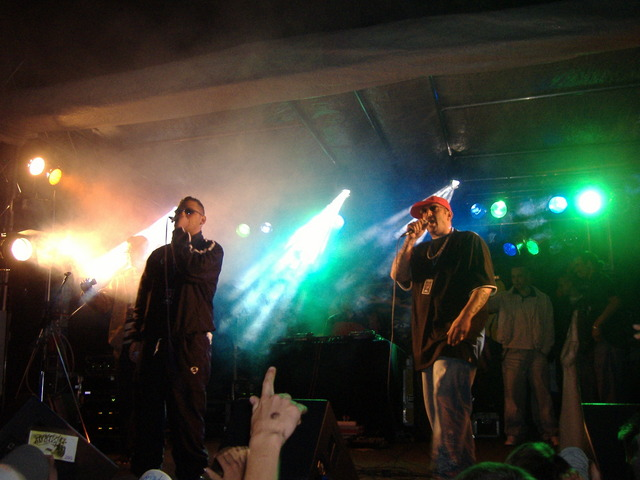
Rapper Bass Sultan Hengzt (links) bei einem Konzert

Der Schmetterlingseffekt ist das vierte Soloalbum des Berliner Rappers Bass Sultan Hengzt.

## Allgemeine Informationen
Das Album erschien am 14. September 2007 über Hengzts Label Amstaff/Murderbass, es ist das zweite Album nach der Trennung von ersguterjunge.
Seitenhiebe gibt es in Richtung ersguterjunge, vor allem gegen D-Bo und Bushido, namentlich gedisst wird außerdem der Rapper Raptile.
Das Album wurde im Mai 2008 von der BPjM auf die Liste A der jugendgefährdenden Medien gesetzt und damit indiziert.

## Gastbeiträge
Als Features sind die Label-Kollegen Automatikk, Sido, Godsilla, King Orgasmus One (als Orgi 69) und die Sänger Josof und Xavier Naidoo auf dem Album vertreten.

## Produktion
- Phrequincy produzierte den Sido featurenden Track Seelenfrieden.
- Produes ist verantwortlich für die Beats der Tracks Klassenfahrt, Das letzte Mal, Nix zu verlieren & Einzelkampf Orgis Advocate.
- Syruz produzierte Schritt für Schritt.
- Bommer ist verantwortlich für die musikalische Untermalung von Ketten raus, Kragen hoch 2007.
- Alle anderen Tracks wurden von M3 & Noyd produziert.

## Vermarktung
Zu Schmetterlingseffekt, der ersten Single des Albums, die zwei Wochen eher als das Album erschien, wurde ein Video gedreht, das viermal den ersten Platz bei TRL erreichen konnte.
Im Video ist Hengzt zu sehen, wie er in einer Seitenstraße steht und dort sein Musikstück rappt, außerdem werden Schmetterlinge im Regen eingespielt, die auf Hengzts Schulter landen.
Die Single erreichte den 81. Platz der deutschen Charts.
Die zweite Single, so gab Hengzt in einem Interview an, soll das Stück das letzte mal sein. Das Album wurde als normale und als Premium-Version veröffentlicht; auf der Premium-CD sind die Videos zu den Liedern Millionär, Berliner Schnauze, Schmetterlingseffekt und Ketten Raus Kragen Hoch 2007 sowie das Making-of zu Schmetterlingseffekt enthalten.

## Titelliste
| #  | Titel                           | Gastmusiker  | Produzenten              | Länge |
| -- | ------------------------------- | ------------ | ------------------------ | ----- |
| 1  | Intro                           |              |                          | 1:49  |
| 2  | Blockbuster                     |              | M3 & Noyd                | 2:34  |
| 3  | Schmetterlingseffekt            |              | M3 & Noyd                | 3:43  |
| 4  | Klassenfahrt                    |              | Produes                  | 3:59  |
| 5  | M3&Noyd in session (Skit)       |              |                          | 1:36  |
| 6  | Ghettopresident                 |              | M3 & Noyd                | 3:03  |
| 7  | Scheiss Was Drauf               |              | M3 & Noyd                | 3:26  |
| 8  | Tattoo                          |              | M3 & Noyd                | 3:39  |
| 9  | Streben nach Glück "Mein Leben" | Josof        | M3 & Noyd                | 3:34  |
| 10 | Morgen Wird Ein Besserer Tag    | Automatikk   | M3 & Noyd                | 4:12  |
| 11 | Verlorene Jungs                 |              | M3 & Noyd                | 2:56  |
| 12 | Ich Bin Wer..?                  | Automatikk   | M3 & Noyd                | 3:32  |
| 13 | Vergiss mein Nicht              |              | M3 & Noyd                | 3:03  |
| 14 | Deadly Games                    | Godsilla     | M3 & Noyd                | 3:05  |
| 15 | Sie Wissen Nicht Was Sie Tun    | Josof        | M3 & Noyd                | 3:29  |
| 16 | Lulliby (Skit)                  |              |                          | 0:49  |
| 17 | Lulliby                         |              | M3 & Noyd                | 3:08  |
| 18 | Mein Engel                      |              | M3 & Noyd                | 2:59  |
| 19 | Seelenfrieden                   | Sido         | PhreQuincy               | 4:00  |
| 20 | Ich Gehör Nicht Dir             | Xavier Nadoo | Xavier Naidoo, M3 & Noyd | 3:52  |
| 21 | H.E.N.GZT                       |              | M3 & Noyd                | 3:15  |
| 22 | Das Letzte Mal                  |              | Produes                  | 4:09  |

| # | Titel                        | Gastmusiker | Produzenten | Länge |
| - | ---------------------------- | ----------- | ----------- | ----- |
| 1 | Nix Zu Verlieren             |             | Produes     | 4:12  |
| 2 | Einzelkampf                  | Orgi69      | Produes     | 3:10  |
| 3 | In Den Jeans                 | B.M.W.      | M3 & Noyd   | 3:45  |
| 4 | Schritt Für Schritt          |             | Syruz       | 3:46  |
| 5 | 3 Kingz                      | Automatikk  | M3 & Noyd   | 3:30  |
| 6 | Ketten raus Kragen hoch 2007 |             | Bommer      | 3:35  |

## Indizierung
Der Schmetterlingseffekt wurde von der Bundesprüfstelle für jugendgefährdende Medien mit Entscheidung Nr. 8179 vom 6. Mai 2008 (bekannt gemacht im Bundesanzeiger Nr. 79 vom 30. Mai 2008) indiziert. Der Tonträger wurde dabei in Liste A der jugendgefährdenden Medien aufgenommen. Seitdem darf das Album Kindern und Jugendlichen unter 18 Jahren nicht mehr zugänglich gemacht werden. Auch ein öffentliches Bewerben ist nach dem Jugendschutzgesetz unter Strafe gestellt. Als Gründe für die Indizierung erachtete das 3er-Gremium der BPjM die Lieder Blockbuster, Klassenfahrt, Ghettopräsident, Scheiss Was Drauf, Verlorene Jungs, Ich Bin Wer?, Seelenfrieden und H.e.n.gzt. Diese würden demnach Frauen und behinderte Menschen diskriminieren. Auch gehe aufgrund der Gewaltschilderungen eine verrohende und zu Gewalttätigkeiten anreizende Wirkung von ihnen aus.

Ein im Jahr 2021 eingeleitetes Verfahren zu vorzeitigen Listenstreichung des Albums blieb erfolglos. Das 12er-Gremium der Bundeszentrale für Kinder- und Jugendmedienschutz (ehemals: BPjM) bewertete die Titel Blockbuster, Klassenfahrt und Ghettopräsident weiterhin als jugendgefährdend. Somit verbleibt das Album weiterhin auf dem Index.